# بوكليست
بوكليست (بالإنجليزية: Booklist)‏؛ مجلة أمريكية تصدرها جمعية المكتبات الأمريكية وتقع مكاتبها في مقر الجمعية، في حي جولد كوست بشيكاغو. بدأت المجلة بالنشر في يناير من العام 1905، وتتيح للقراء مراجعة نقدية للكتب والمواد السمعية البصرية التي تستهدف جميع الفئات العمرية. يتكون جمهور بوكليست الأساسي من المكتبات والمدرسين وبائعي الكتب. المجلة متاحة للمشتركين بنسختين، مطبوعة وإلكترونية. تصدر المجلة 22 عددًا في العام الواحد، وتستعرض أكثر من 7,500 عنوان سنويًا.